# Neoathyreus apiculatus
Neoathyreus apiculatus är en skalbaggsart som beskrevs av Henry Fuller Howden och Gill 1984. Neoathyreus apiculatus ingår i släktet Neoathyreus och familjen Bolboceratidae. Inga underarter finns listade i Catalogue of Life.